# Len Alsop
Leonard „Len“ Alsop (* 28. Oktober 1905 in Richmond; † 1993) war ein englischer Fußballspieler.

## Karriere
Alsop gehörte in der Saison 1930/31 als Amateur dem Drittdivisionär FC Darlington an. Er bestritt am 15. Dezember 1930 bei einer 1:2-Niederlage bei Accrington Stanley sein einziges Pflichtspiel für Darlington, als er von Jack Fairless anstelle des etatmäßigen Linksaußen Reuben Vine aufgeboten wurde.